# Autostrada A2dir NA
Die Autostrada A2dir NA (ausgeschrieben: Autostrada A2dir(amazione) NA(poli), auf Deutsch: Autobahn A2 Abzweig Napoli) ist ein 2,335 km langer Autobahnabzweig, der die Autobahn A2 von Fratte (Ortsteil von Salerno) mit der Autobahn A3 verbindet und das Zentrum von Salerno bzw. die Amalfiküste anbindet.

Bis zum 13. Juni 2017 war der Abzweig ein wesentlicher Bestandteil der Autobahn A3 Neapel – Reggio Calabria, wurde jedoch am 22. Dezember 2016 in Autostrada A2dir NA umbenannt.